# Threnetes
Threnetes  es un género de aves apodiformes de la familia Trochilidae que agrupa a tres especies nativas de la América tropical (Neotrópico), cuyas áreas de distribución se encuentran desde el sur de Belice y este de Guatemala, por America Central y del Sur hasta el norte de Bolivia y sur de la Amazonia brasileña. A sus miembros se les conoce por el nombre común de ermitaños barbudos.

## Etimología
El nombre genérico masculino «Threnetes» proviene del griego «thrēnētes» que significa ‘de luto’, ‘enlutado’.

## Características
Los ermitaños de este género son troquílidos medianos, midiendo en promedio 11 cm de longitud, de picos curvados con la mandíbula amarilla, de partes superiores verde bronceadas, línea malar y pos-ocular claras, garganta canela, excepto T. niger que es casi enteramente de color negro-parduzco con tintes oliva bronceados. Habitan en el  sotobosque de selvas húmedas y ambientes adyacentes.

## Taxonomía
El género Glaucis es el que más probablemente sea hermano del presente. En la literatura más antigua, T. leucurus y T. niger eran tratadas como especies separadas; subsecuentemente fueron unidas bajo el nombre T. niger (que tiene prioridad). Sin embargo, principalmente debido a la simpatría potencial de las dos especies así como también debido a la falta de evidencias claras, hubo acuerdo general de volver a la configuración tradicional de dos especies separadas.

## Lista de especies
Según las clasificaciones del Congreso Ornitológico Internacional (IOC) y Clements Checklist/eBird, el género agrupa a las siguientes especies con el respectivo nombre popular de acuerdo con la Sociedad Española de Ornitología (SEO):
| Imagen | Nombre científico  | Autor            | Nombre común                  | Estado de conservación | Distribución |
| ------ | ------------------ | ---------------- | ----------------------------- | ---------------------- | ------------ |
|        | Threnetes ruckeri  | (Bourcier), 1847 | ermitaño barbudo colibandeado | LC                     |              |
|        | Threnetes leucurus | (Linnaeus), 1766 | ermitaño barbudo colipálido   | LC                     |              |
|        | Threnetes niger    | (Linnaeus), 1758 | ermitaño barbudo común        | LC                     |              |